# Torrijos
Torrijos es un municipio y localidad española de la provincia de Toledo, en la comunidad autónoma de Castilla-La Mancha. Se encuentra situado en una llanura entre los ríos Tajo y Alberche. La población del término municipal, que cuenta con una superficie muy reducida, asciende a 14 099 habitantes (INE 2024).

## Geografía
Se encuentra situado al noroeste de la ciudad de Toledo, en una llanura que se extiende entre los cursos de los ríos Tajo, Guadarrama y Alberche, en la Submeseta Sur de la península ibérica. El término municipal está ubicado en la provincia de Toledo, perteneciente a la comunidad autónoma de Castilla-La Mancha. Es la localidad más importante de una zona conocida con el nombre de comarca de Torrijos. Limita al este con el término de Barcience, al norte con Novés, al oeste con los de Alcabón y Santo Domingo-Caudilla y al sur con el término de Gerindote.

## Historia

### Edad Antigua
La fundación de Torrijos se remonta a tiempo inmemoriales, aunque el hecho de su denominación parece proceder del término romano "turris" torre, lo cual es indicativo de la existencia de algún elemento defensivo en tiempo de Roma.
Sin duda, el ser paso importante de Ávila a Toledo hizo que se asentara una población o guarnición para protección de las tropas y defensa de toda la zona.

### Edad Media
La época visigoda fue importante para el poblamiento de Torrijos, ya que su proximidad a la capital de la España de entonces, Toledo, hizo que se formara una población de ricos colonizadores que se apropiaron de las zonas más productivas. Eso se demuestra por la existencia de una serie de topónimos referidos a lugares geográficos con clara ascendencia visigoda, como son Las Suertes. Los visigodos tenían por costumbre sortear las tierras entre sus pobladores o entre aquellos que habían participado en la conquista, de ahí esta denominación.
Posteriormente, a la entrada de los musulmanes en la península ibérica, Torrijos se convierte en una población en la que ellos dominan la ciudad. Se establecieron en la zona conocida con el nombre de Puerta de Maqueda, y aún en la actualidad se aprecia el urbanismo típico de una ciudad árabe, con calles estrechas y tortuosas, adarves o callejones sin salida, así como una serie de nombres que nos hacen recordar la existencia de esta población, como son El Moro, El Oriente, El Norte, Las Vistillas, El Sol, La Corrala, etc. Igualmente existe un paraje conocido con el nombre de El Cerro de la Mora, o del Moro, que de las dos formas se conoce, en el camino a la ciudad de Fuensalida.
En la famosa batalla de Las Navas de Tolosa, en 1212, además del monarca Alfonso VIII, intervino en su ayuda el arzobispo de Toledo Jiménez de Rada, a quien tras la sonada victoria, el rey se la regaló, pasando inmediatamente a propiedad del cabildo de la catedral, lo cual duró hasta finales del siglo XV, en que fue adquirida por Gutierre de Cárdenas.
Una de las etapas más interesantes de la población torrijeña corresponde al reinado de Pedro I. Fue este monarca quien mandó construir un alcázar o palacio, que fue regalado a su mujer-amante María de Padilla, palacio que sirvió durante siglos como convento de monjas concepcionistas.
En el siglo XV conoció Torrijos la residencia del monarca Juan II en distintas ocasiones, con motivo de la hegemonía de Álvaro de Luna contra el que se levantaron los nobles toledanos exigiendo al rey que retirase su favor a este condestable. El monarca, que se encontraba en Torrijos, manda que se ponga cerco a Toledo, pero ante la presencia del marqués de Villena y de Pedro Girón decide retirarse.
Igualmente el maestrazgo de Calatrava queda vacante a causa del fallecimiento del Maestre, surge una pugna entre los dos pretendientes, Pedro Girón y el infante de Aragón, don Alfonso. La mayoría de las poblaciones apoyaron a Girón, pero Torrijos se opuso, siendo ella solamente la que apoyó al infante don Alfonso. Pero la nominación recayó en Pedro Girón, por lo que una vez que tomó posesión del cargo se dirigió a Torrijos realizando una serie de desmanes y actos que supusieron la muerte de algunos torrijeños. No conforme con ello saqueó numerosas viviendas llevándose bastantes riquezas, así como muchos detenidos a Toledo.
Es digno de reseñarse la existencia de una población judía importante, ya que su aljama se hace constar en numerosos documentos, especialmente en lo que se refiere al pago de los impuestos. No se sabe desde cuando existía esta población, pero lo cierto es que se sabe de la existencia de una sinagoga en lo que hoy es la calle de El Cristo, y la capilla existente fue en un principio sinagoga judía, la cual pasó a poder de la Corona de Castilla tras el decreto de expulsión. Pero inmediatamente la adquirió Gutierre de Cárdenas, creándose en su lugar un hospital. Hasta hace poco existió un resto de la muralla que servía de cerramiento a la judería, o zona de residencia de los hebreos, la cual, por un error imperdonable, en 2006, se dejó que se derrumbara cuando se hacían una obras de reforma en la carretera.
Los judíos pasaron a tener otra judería en lo que hoy es la calle de Gibraltar Español, aunque más reducida y sencilla, con su sinagoga y matadero.
La población judía y morisca contó con dos alhamas y dos sinagogas. Una de ellas se transformó posteriormente en el Hospital de la Santísima Trinidad, más tarde en colegio y, finalmente, en capilla de El Cristo de la Sangre. La Colegiata se construyó en una antigua mezquita, pues también los musulmanes tuvieron dos mezquitas. 
Por Torrijos han pasado numerosos monarcas y personajes de la nobleza, ya que la estratégica situación entre Ávila y Toledo lo hacía paso obligado. Merece destacarse la presencia de Alfonso XI, de su hijo Pedro I, el cual celebró fiestas en esta población por el nacimiento de su hija. Aquí pasó temporadas su esposa-amante María de Padilla, con la que tuvo a su hija Beatriz. Parece ser que el palacio que construyó se lo regaló a María, el cual pasó posteriormente a sus descendientes. También conoció la presencia de Juan II, de Enrique IV e Isabel la Católica. 
Tras estos acontecimientos Torrijos adquiere un gran protagonismo, pues en tiempos de los Reyes Católicos, el contador mayor del reino, Gutierre de Cárdenas, compra al cabildo de Toledo esta ciudad, nombrándola inmediatamente villa.

### Edad Moderna
A finales del siglo XV, Gutierre de Cárdenas adquiere Torrijos al Cabildo toledano, pasando a la categoría de villa, concedida en el año 1482, levantándose un rollo, el cual desapareció a comienzos del siglo XIX, como consecuencia de lo ordenado en la Constitución de Cádiz.
A partir de entonces los señores de Maqueda realizan una serie de actividades que hacen de Torrijos una verdadera ciudad.

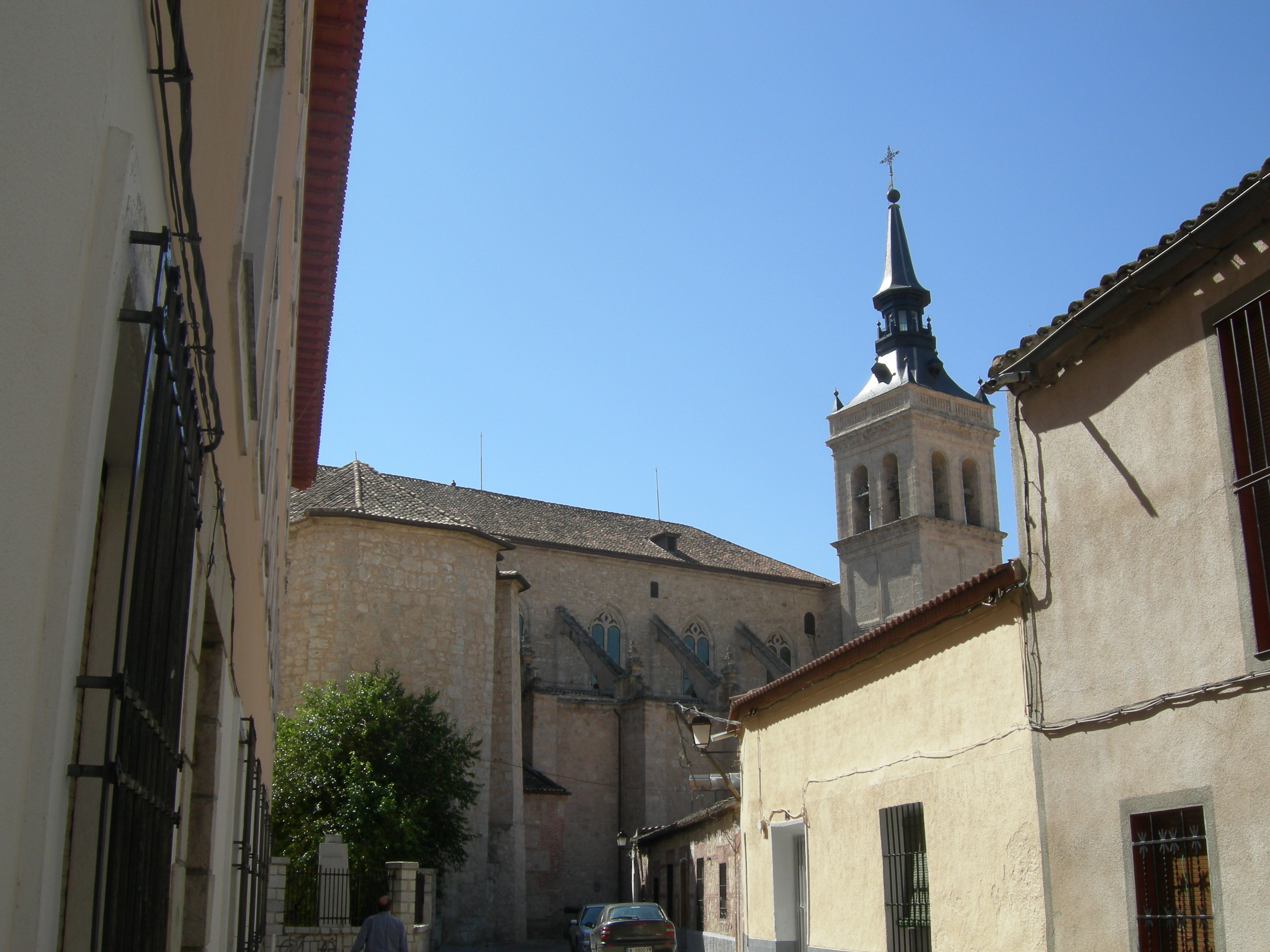
La Colegiata de Torrijos, mandada construir por Teresa Enríquez

Son sus años de esplendor, que corresponden a finales del siglo XV y comienzos del XVI, pues fue cuando se realizaron las grandes obras arquitectónicas, algunas desaparecidas. Se construyeron la colegiata, el palacio de los Señores de Maqueda (desaparecido), el monasterio de Santa María de Jesús (réplica de Juan Guas del monasterio de San Juan de los Reyes de Toledo, hoy sólo quedan restos), el Hospital de la Consolación u Hospital de Afuera (desaparecido), la muralla (desaparecida), el palacio de Pedro I (reconstruido) y el Hospital de la Santísima Trinidad (solamente restan la capilla y el claustro). Cuando desaparecen los señores de Maqueda, la vida torrijeña pasa por años de decadencia, pues la serie de monarcas que reinan en España necesitan grandes cantidades de dinero para soportar la serie de luchas con diferentes naciones europeas. 
Con el descubrimiento de América hubo numerosos torrijeños que emigraron. La expulsión de los moriscos fue muy negativa para sociedad torrijeña, ya que eran ellos fundamentalmente quienes trabajaban el campo y se dedicaban a la construcción.
La actividad de los siglos modernos decayó de la misma manera que lo hizo el resto de la nación, pasando por años de verdadera necesidad. Durante los siglos XVI, XVII, XVIII, y comienzos del XIX, Torrijos asiste a un situación de pasividad dominada por una flojedad económica, al mismo tiempo que de inactividad característica de una decadencia general.

### Edad Contemporánea

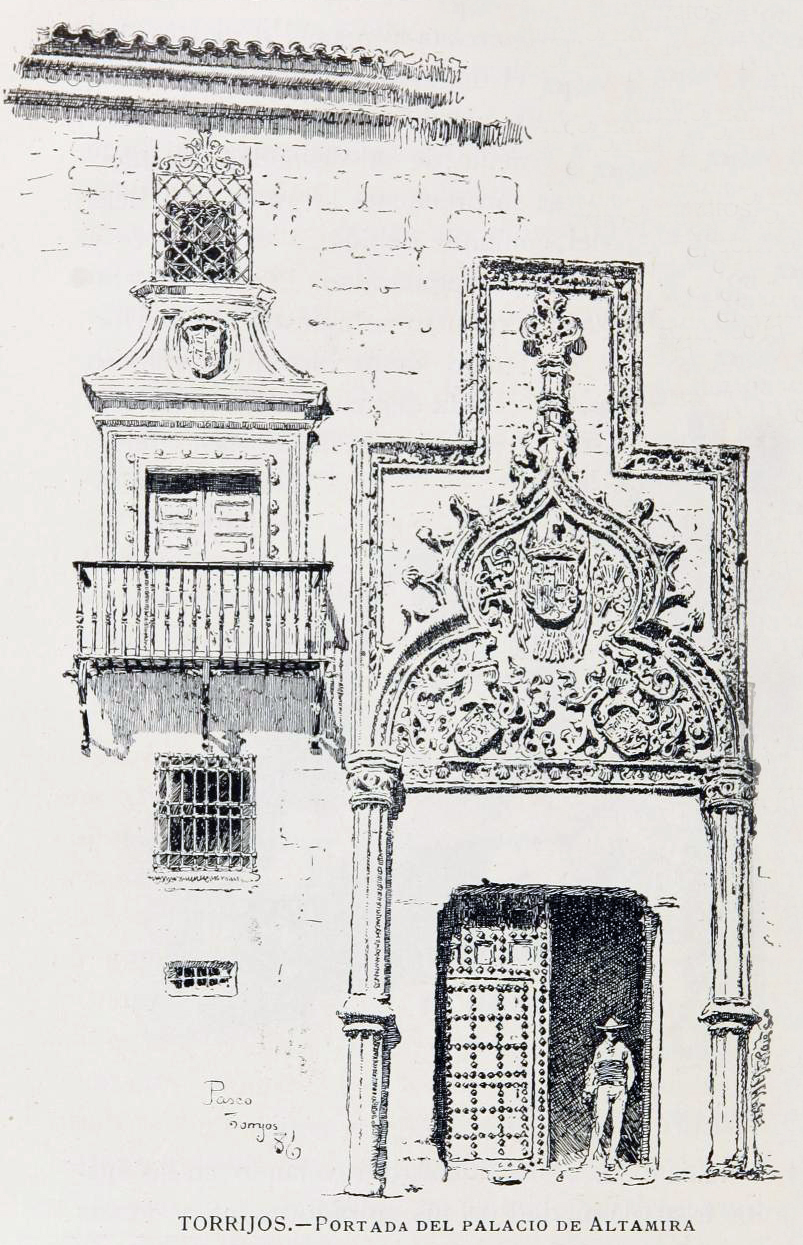
Portada del palacio de Altamira en un dibujo de Josep Pascó (1886). De este edificio, desaparecido en la actualidad, se conservan varios restos, entre ellos una cúpula expuesta en el Museo Arqueológico Nacional de Madrid.

La llegada del siglo XIX tiene dos circunstancias diferentes: por un lado la entrada en la península ibérica de las fuerzas napoleónicas, que se apoderan de numerosas obras de arte, destruyen múltiples edificios de gran valor, como el monasterio franciscano de Santa María de Jesús de Torrijos, una joya artística, obra de Juan Guas. Por otro lado se inicia en esta población una recuperación de la actividad económica y empresarial, a causa de nuevas afluencias de personas emprendedoras procedentes de diferentes regiones españolas, especialmente del País Vasco, que detectan posibilidades en Torrijos. Se construye el ferrocarril, que ofrece muchas más posibilidades de todo tipo para elevar la actividad financiera. Desaparece también el señorío de los duques de Maqueda como consecuencia de la aprobación de la Constitución de 1812, con lo que estos señores pierden su facultad de nombrar los cargos municipales. Es por esta época cuando la muralla desaparece así como el rollo, símbolo de libertad municipal, como consecuencia de una medida adoptada en las Cortes de Cádiz.
Una vez expulsados los franceses, no terminan las guerras, pues aparecen las llamadas guerras carlistas, donde destaca el cura de Alcabón, Lucio Dueñas, guerrillero de Torrijos, que luchó en defensa de la religión. La Desamortización es otro de los sucesos que trajeron algunas novedades a la sociedad torrijeña, pues personas de gran importancia en el futuro se hicieron con enormes propiedades de la comarca. Se detecta la primera llegada de gitanos que constituirán un grupo étnico que se mantendrá hasta nuestros días.

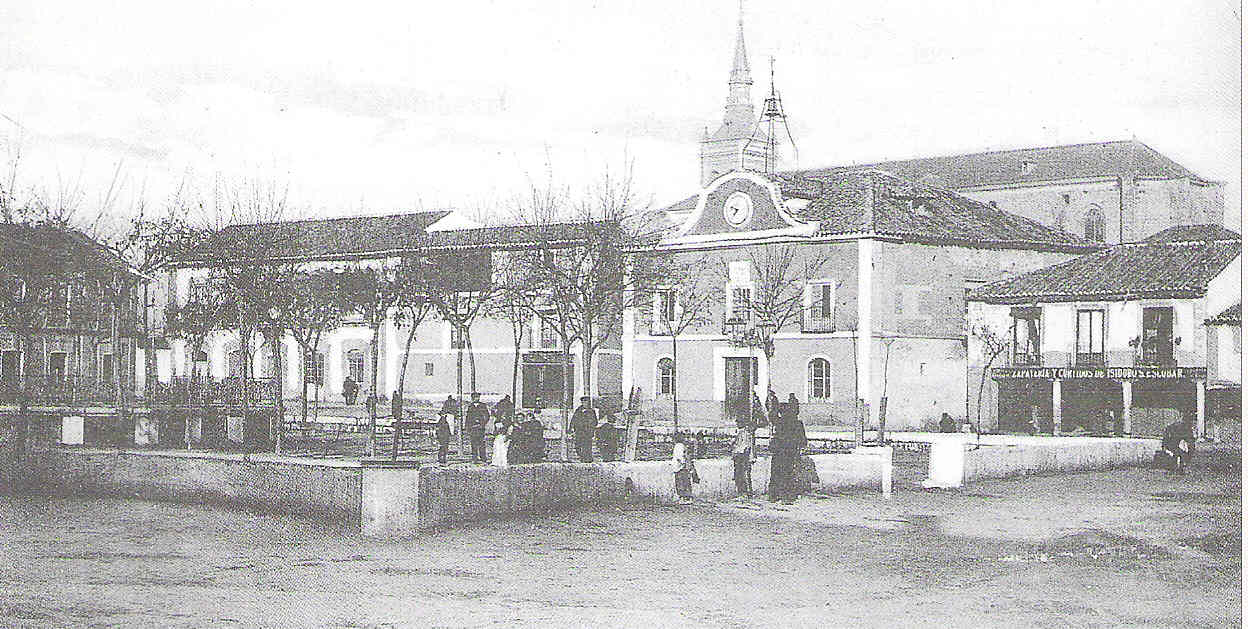
Plaza de España en 1930

Se inicia el siglo XX con una rápida elevación de establecimientos comerciales e industriales. Llega la electricidad a los domicilios, el teléfono y el agua domiciliaria. Pero existe un descontento en la sociedad, que poco a poco va generando una situación de inestabilidad social a causa de las enormes diferencias que hay entre unas y otras. Se ve un descontento en España, y se llega al año 1931 en que se aprueba una nueva Constitución. Desaparece la monarquía y se establece la República. Torrijos vive momentos difíciles, pues los conflictos entre izquierdas y derechas son frecuentes, llegando a numerosos enfrentamientos.
La llegada de la Guerra Civil es inevitable. Torrijos se encuentra en territorio republicano, pero el 22 de septiembre de 1936 las tropas franquistas toman esta población. Por un lado y por otro se producen numerosos fusilamientos.
Concluida la contienda, Torrijos pasa por años difíciles. Pero poco a poco se nota un renacimiento de la actividad económica. Las décadas de 1950, 1960 y 1970 elevan el nivel económico y cultural. La actividad renace.
Pero será a partir de la década de 1980 cuando se ve que el avance es irrefrenable. Se crean numerosas empresas de todo tipo y la construcción inicia un relanzamiento imparable. Se crea el instituto de enseñanza secundaria, un nuevo juzgado, las calles se asfaltan y las plazas se adecentan. Los edificios comienzan a elevarse en alturas; se diseñan nuevas urbanizaciones con lo que Torrijos se ensancha. Se fundan nuevos equipos deportivos y se construye el campo de fútbol; también se construyen nuevos edificios para cine.
Finalizando la década de 1990, siendo alcalde Miguel Ángel Ruiz-Ayúcar, se llevó a cabo una restauración completa del palacio de Don Pedro, el cual sirve en la actualidad de sede del Ayuntamiento.
En el año 1979 se celebran las primeras elecciones municipales, relevándose los diferentes grupo municipales, UCD, AP, PP y PSOE, con sus alcaldes Santiago Longobardo Rivera (1979-83), Miguel Ángel Ruiz-Ayúcar (1983-1999), María Mercedes Giner Llorca (1999-2007), Juan José Gómez-Hidalgo Palomo (2007-2015), Anastasio Arevalillo (2015-2023) y Andrés Martín (desde 2023). 
En la actualidad Torrijos es una población muy moderna, con todas las facilidades para poder ejercer como capital de la comarca, pues posee los centros de enseñanza, deportivos, culturales, biblioteca, centros juveniles, de la mujer, asociaciones culturales, banda de música, grupos de baile, escuela de música, etc.
Se realizan numerosas actividades culturales, especialmente las asociaciones La Fuentecilla, Amigos de la Colegiata, Juan Guas, la Academia de Historia y Arte, la banda municipal Santísimo Cristo de la Sangre y la chirigota. Se publican libros de historia, arte, poesía, así como revistas culturales, de historia y poesía. También se pueden aprender a tocar instrumentos en la escuela de música, donde también se realizan conciertos, junto a los realizados por la banda municipal ya citada.

## Demografía
Cuenta con una población de 14 099 habitantes (INE 2024).
| Gráfica de evolución demográfica de Torrijos entre 1842 y 2021                                                        |
| |
| Población de derecho según los censos de población del INE. Población de hecho según los censos de población del INE. |

La población de Torrijos ha sufrido diversas fluctuaciones. Los primeros datos que se conocen sobre la misma proceden del año 1500, cuando tenía Torrijos unos 610 vecinos que supone una población aproximada de 3000 habitantes, cifra realmente importante para una población de aquella época. Posteriormente se detectan importantes bajas, especialmente a partir del siglo XVII, cuando se produce un descenso impresionante, alcanzando una cifra de algo más de 1600 habitantes. Los datos hasta llegar al siglo XX son los siguientes:
| 1500  | 1576  | 1598  | 1650  | 1753  | 1797  | 1880  | 1900  |
| ----- | ----- | ----- | ----- | ----- | ----- | ----- | ----- |
| 3.000 | 3.800 | 4.000 | 1.612 | 2.200 | 2.900 | 2.890 | 2.923 |

En 2008 la población indicada por el INE alcanza la cifra de 12 674 habitantes, aunque la aceptada por el Ayuntamiento, confirmada mediante intervenciones en sanidad, educación, etc., alcanza el número aproximado de 13 200 personas, ya que, entre otras razones, la inmigración ha aumentado la población de manera considerable. La población de Torrijos proviene de diferentes lugares de nacimiento. De acuerdo con este criterio los nacidos en Torrijos alcanzan el 24%; los nacidos en otras poblaciones de la provincia llegan al 47%; los nacidos en otra provincia solamente llegan al 1,2%, mientras que los nacidos en otra comunidad autónoma consiguen el 19,2%. Llama la atención la elevada proporción de los nacidos en el extranjero, pues consiguen la cifra del 9%. La causa de que se indique que los nacidos en "otras poblaciones de la provincia" sea tan alta se debe a que los nacimientos se producen en su casi totalidad en Toledo. Pero desde hace poco tiempo se indican como nacidos en Torrijos aquellos cuya procedencia es esta población.

## Economía
Su actividad principal es el del sector servicios, el comercio, que la actividad que marca la pauta de toda la comarca, sin olvidar la importancia que tiene la industria, especialmente la dedicada a la madera y al hierro. Hay que destacar, igualmente, el de la construcción, ya que en los últimos años se ha mostrado como una actividad muy pujante, pues se calcula que se han dado cerca de 3000 licencias, y se está pendiente de construir un número superior, ya que hay previsión de nuevas actuaciones urbanísticas.

## Transportes
Al ser cabeza de comarca, y una población dedicada principalmente al comercio, Torrijos cuenta con numerosas infraestructuras que lo comunican con los municipios cercanos y con numerosas ciudades.

### Carreteras
| Identificador | Itinerario                                                                     |
| ------------- | ------------------------------------------------------------------------------ |
| A-40          | Ávila-Torrijos-Toledo-Cuenca-Teruel                                            |
| N-403         | Toledo-Torrijos-San Martín de Valdeiglesias-Ávila                              |
| CM-4009       | Santa Cruz del Retamar-Torrijos-La Puebla de Montalbán-San Martín de Montalbán |
| TO-7741       | Torrijos-Albarreal de Tajo                                                     |
| TO-7721       | Torrijos-Carmena-Carriches                                                     |
| TO-7723       | Torrijos-Santa Olalla                                                          |
| TO-4421       | Torrijos-Fuensalida                                                            |
| TO-4423-V     | Torrijos-Huecas                                                                |

### Ferrocarril
A través de Torrijos discurre la línea férrea que comunica Madrid con Lisboa. Desde la estación de Torrijos hay servicio directo a Badajoz, Cáceres, Mérida, Plasencia, Talavera de la Reina y Madrid entre otras ciudades.

### Autobuses
- Ruta circular. Línea pública de recorrido circular que recorre todo el municipio, enfocada a permitir a las personas con movilidad reducida y pensionistas el acceso gratuito al centro de salud.
- Demetrio Álvarez:
  - Torrijos-La Puebla de Montalbán
  - Torrijos-Toledo
  - Torrijos-El Carpio de Tajo
  - Torrijos-Burujón
  - Torrijos-Fuensalida

- Hermanos Álvarez:
  - Torrijos-Toledo
  - Torrijos-Almorox
  - Torrijos-Escalona

- Autocares Toletum S.L. :
  - Torrijos-Toledo
  - Torrijos-Talavera de la Reina

- La veloz:
  - Torrijos-Madrid
  - Torrijos-La Puebla de Montalbán
  - Torrijos-Talavera de la Reina

## Administración y política

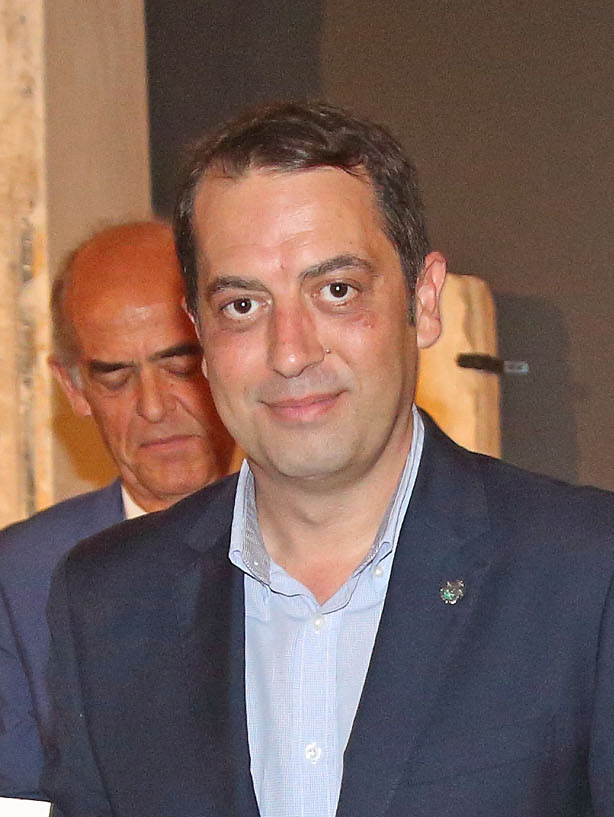
Anastasio Arevalillo, alcalde de 2015 hasta 2023

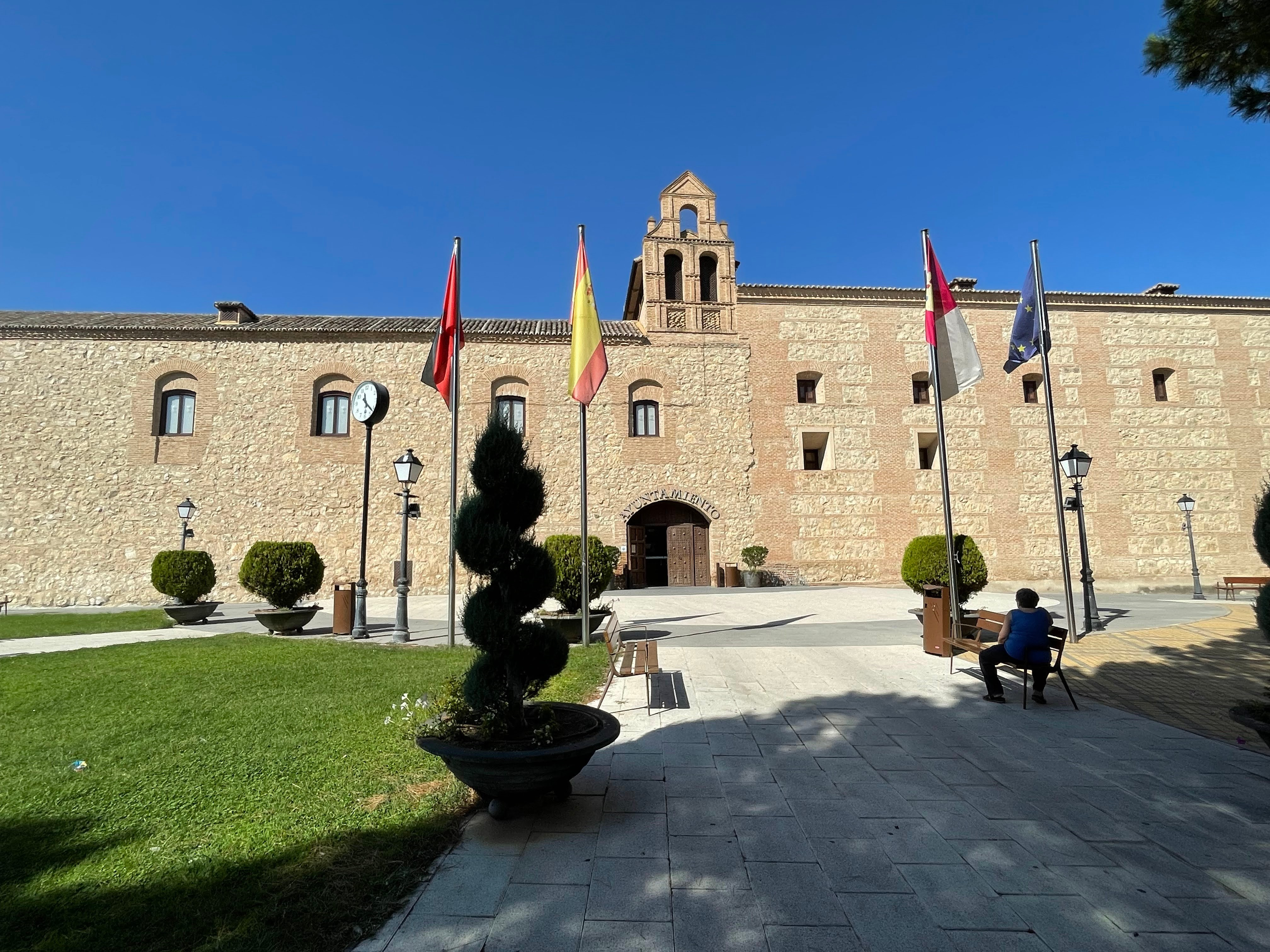
Ayuntamiento de Torrijos

Las elecciones municipales de 2015 dejaron unos resultados de 7 concejales para el PSOE (41,76 % de votos), 7 concejales para el PP (38,72 %), 2 concejales para Ganemos Torrijos (11,48 %) y un concejal para UPyd (6,13 %). Tras las elecciones municipales de 2019, el socialista Anastasio Arevalillo revalidó la alcaldía, al obtener en la votación de investidura el apoyo de los 9 concejales de su partido. El resto de la corporación estaba integrada por 6 concejales del PP, 1 de Unidos Podemos y 1 de Vox.
| Periodo   | Nombre                         | Partido |
| --------- | ------------------------------ | ------- |
| 1979-1983 | Santiago Longobardo Rivera     | UCD     |
| 1983-1987 | Miguel Ángel Ruiz Ayúcar       | AP      |
| 1987-1991 | Miguel Ángel Ruiz Ayúcar       | AP / PP |
| 1991-1995 | Miguel Ángel Ruiz Ayúcar       | PP      |
| 1995-1999 | Miguel Ángel Ruiz Ayúcar       | PP      |
| 1999-2003 | María Mercedes Giner Llorca    | PSOE    |
| 2003-2007 | María Mercedes Giner Llorca    | PSOE    |
| 2007-2011 | Juan José Gómez-Hidalgo Palomo | PP      |
| 2011-2015 | Juan José Gómez-Hidalgo Palomo | PP      |
| 2015-2019 | Anastasio Arevalillo Martín    | PSOE    |
| 2019-2023 | Anastasio Arevalillo Martín    | PSOE    |
| 2023-act. | Andrés Martín Ramos            | PP      |

| Candidaturas con representación | Candidaturas con representación   | 2023       | 2023       | 2023 |
| Candidaturas con representación | Candidaturas con representación   | % de votos | Concejales |      |
|                                 | Partido Socialista Obrero Español | 43,37%     | 8          |      |
|                                 | Partido Popular                   | 37,42%     | 7          |      |
|                                 | Vox                               | 17,64%     | 2          |      |

## Cultura

### Patrimonio

#### Colegiata del Santísimo Sacramento

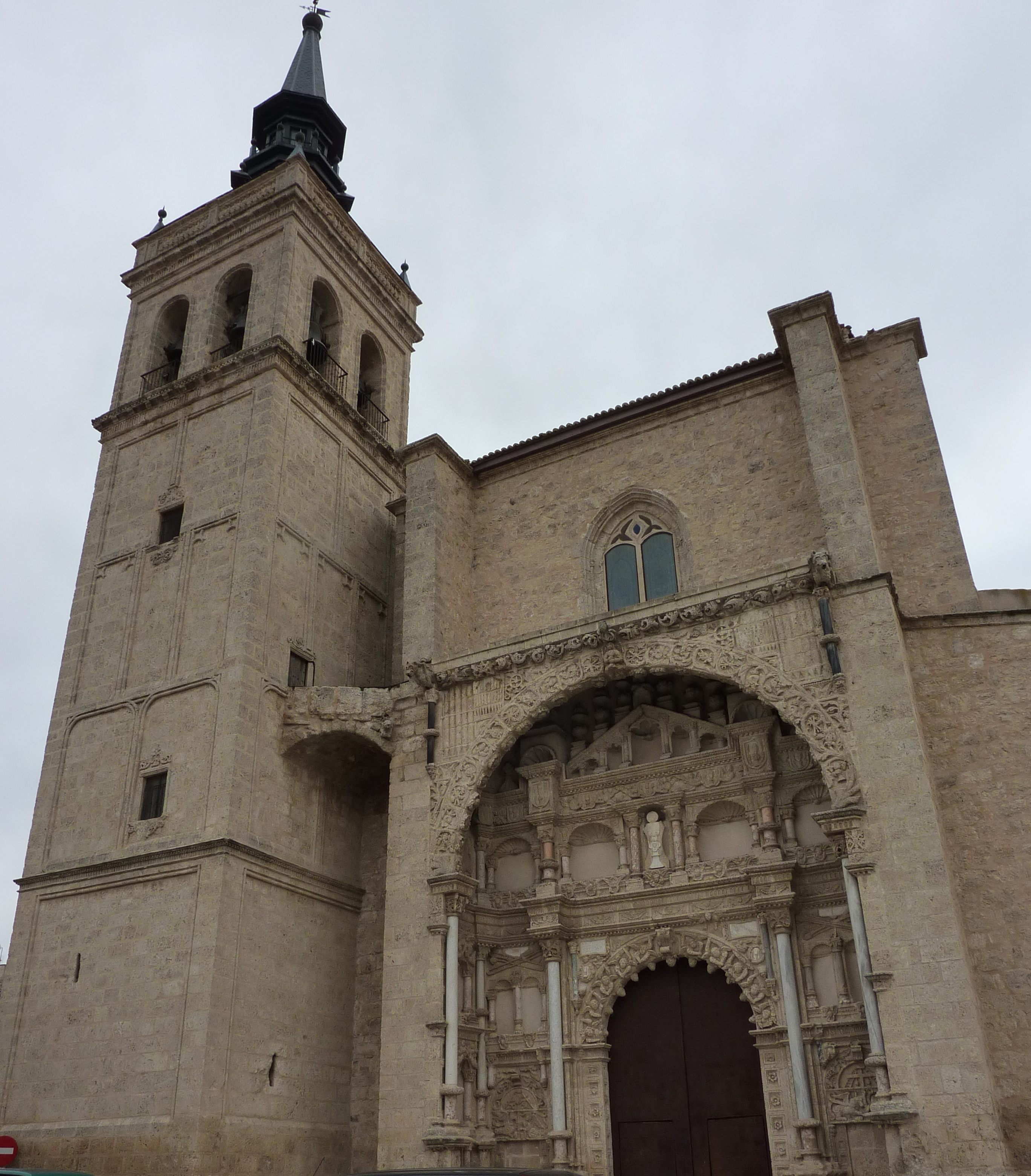
Torre y portada de la colegiata

Iniciada en 1509 y concluida en 1518. Mandada construir por Teresa Enríquez para sede la cofradía del Santísimo Sacramento. Es un edificio de transición entre el gótico y el Renacimiento. También es llamada Colegiata del Santísimo Sacramento.
La fundó y la dotó Teresa Enríquez y no se sabe quién la trazó, aunque según pasa el tiempo y se va conociendo más el estilo y se van estudiando otras obras suyas, se puede afirmar casi con absoluta seguridad que el arquitecto que trazó la colegiata fue Antón Egas. No solo por las similitudes que se observan en obras de semejantes características, sino por ciertos detalles de su vida hace que piense que fue Antón, uno de los dos hermanos arquitectos que dieron a la arquitectura de finales del gótico y comienzos del renacimiento un empuje definitivo.
Conviene también indicar que Antón residió en Torrijos en muchas etapas de su vida. Se desconoce la causa del atractivo que Torrijos ofreció a un número de artistas que pasaban en esta población largas temporadas, artistas a los que se ha venido en denominar "Grupo Torrijos", por ser esta la población que unió a todos ellos. No es de extrañar, pues, que residiendo frecuentemente aquí entraran en contacto amistoso con Teresa Enríquez y ellos se encargaran de la construcción de los más importantes edificios que ordenaran construir Gutierre de Cárdenas y Teresa Enríquez. Pero hasta que no se encuentre el documento que demuestre claramente la paternidad de la Colegiata, habremos de tratar sobre hipótesis más o menos seguras, pero sin la certeza que da el pliego o pergamino donde se firmara el contrato o el instrumento donde aparezca el plano de las obras.
La participación de Alonso de Covarrubias, que es torrijeño, parece fuera de toda duda, puesto que ya en la época en que se comienzan las obras de esta edificación, 1509, debía ser estimado como buen arquitecto, ya que tres años después se le encuentra en Salamanca para asuntos de la trata y emplazamiento de la catedral; residiendo en Torrijos sus padres y abuelos, no es de extrañar que interviniera en las obras de esta edificación. La misma disposición de sus distintos estilos, combinando el antiguo gótico con el nuevo estilo renacentista de su primera época y la falta de un modo de hacer que en algunos casos indica bisoñez, hace pensar en Covarrubias como uno de sus artífices. Hay que tener en cuenta que en esta época tenía 22 años y a los 25 intervenía en los proyectos de la catedral salmantina. Era amigo de los Egas, por lo que no extrañe que se le encarase ciertas actividades de la colegiata.
De algo más de 55 metros de longitud y poco más de 22 en su parte más ancha, se erige en el centro de Torrijos. Poco menos de diez años se invirtieron en su construcción, dándose comienzo las obras en 1509 y finalizándose en 1518.
El lugar elegido para la construcción fue una antigua mezquita, en un lugar próximo al palacio que ya llevaba tiempo construido, una zona nueva, amplia, con posibilidades de que se pudiera ver perfectamente. Aunque posteriormente se edificaron una serie de viviendas para alojo de los capellanes y demás personal al servicio de la colegiata que eliminaron la visión adecuada de las partes norte y este. Es una hermosa iglesia de tres naves y ábside, de estilo gótico plateresco. Tiene una esbelta torre a sus pies. La edificación es de sillería en los contrafuertes y esquinas diversas, así como toda la torre; de mampostería en la totalidad de los muros exteriores. Los arbotantes que unen la nave central con las laterales son muy airosos, aunque sin complicaciones estéticas.

#### Palacio de Don Pedro de Castilla

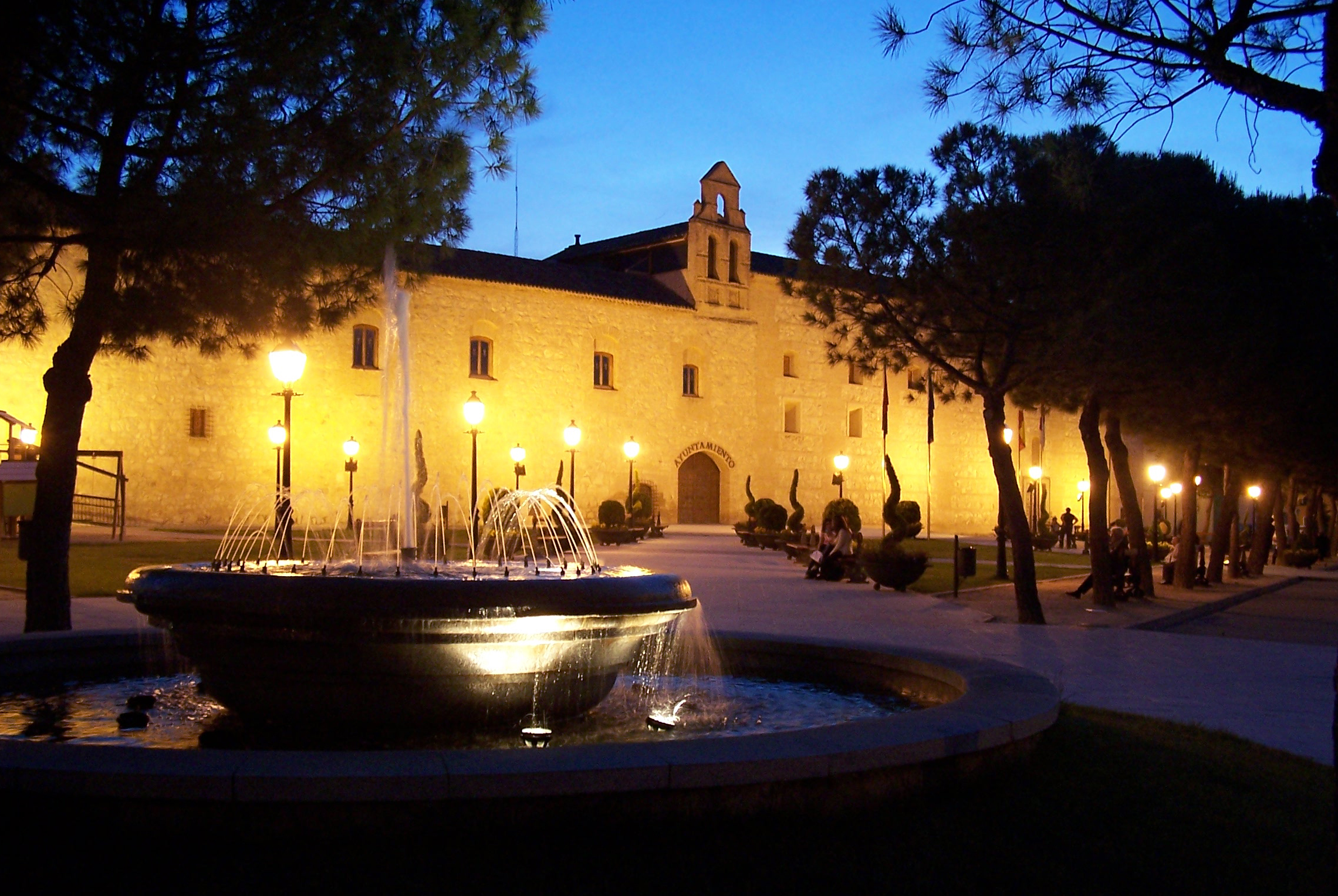
Palacio de Don Pedro de Castilla

Así llamado por haber sido mandado construir por este monarca castellano, el cual regaló a su amante/esposa María de Padilla, pero tras su muerte pasó a su familia. El actual palacio fue construido con seguridad por Antón Egas en el solar allí existente. Gutierre de Cárdenas lo hizo para obsequiarlo a su hijo, pero tras el fallecimiento de este, pasó a ser alojamiento de las monjas concepcionistas, hasta que pasó a propiedad municipal en los años noventa. Reúne una serie de dependencias muy bellas, destacando los dos claustros, el salón de plenos, con un bello artesonado, así como numerosas dependencias para la policía, biblioteca municipal, también las dependencias del nuevo ayuntamiento, sala de exposiciones, salón de actos en un espléndido auditorio que cuenta con 226 butacas, camerinos y una gran construcción preparada para cualquier actuación, puede apreciarse en este auditorio como anteriormente era una capilla.

#### Capilla del Cristo de la Sangre
Fue edificada sobre una antigua sinagoga judía, tras haber pasado las propiedades de los hebreos a la corona. Pero Gutierre de Cárdenas la adquirió con el resto de la edificación y construyó un hospital bajo la advocación de la Santísima Trinidad. La construcción no es muy complicada, pues se aprovechó la mayor parte de la nave, pero el atril se hizo con una bóveda de crucería, posiblemente obra de Antón Egas. En su interior se encuentra la imagen del Cristo de la Sangre de procedencia americana, regalo de un capellán torrijeño. Además de la nave principal, el edificio consta de un patio renacentista, con arcos carpaneles soportados con unas sencillas columnas.

#### Estación de ferrocarril

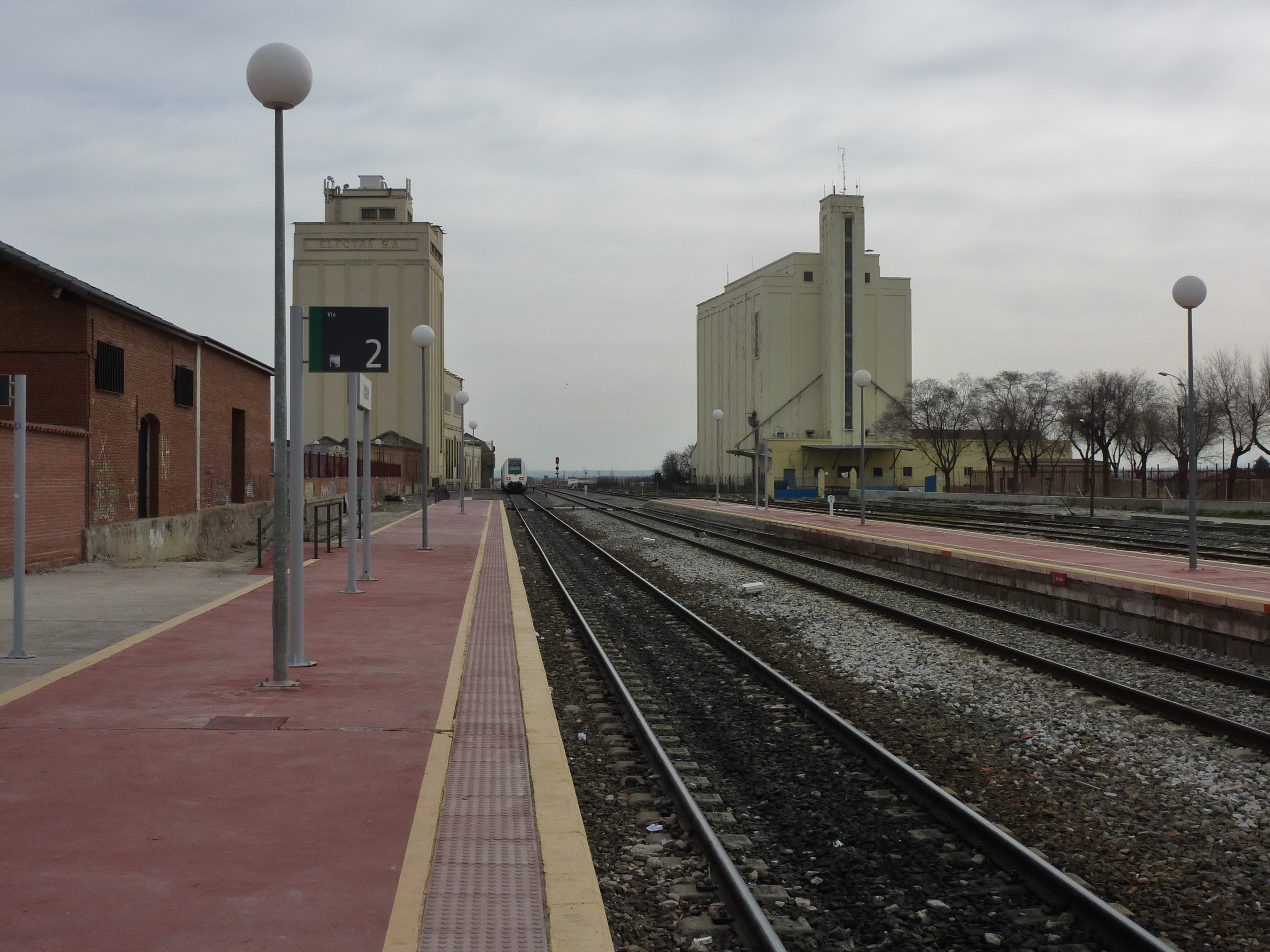
Estación de ferrocarril

Es una de las obras más singulares de Torrijos. Su construcción se realizó en el siglo XIX, siguiendo el proyecto para numerosas estaciones de ferrocarril. Está realizada en piedra berroqueña y fue reconstruida en el año 2006. Se halla muy bien conservada.

#### Antiguo hogar del pensionista
En esta obra construida en los años setenta se unen los bello con lo práctico. En un principio se hallaba en esta parte la casa del médico, pero se decidió realizar una obra para los pensionistas. También se utiliza en la actualidad la parte superior para Escuela del Profesorado.

#### Depósito antiguo de agua
Un edificio muy característico y de gran originalidad, con una altura de 25 metros. Tiene un estilo neomudéjar y su construcción se realizó en los años 60, cuando se introdujo en Torrijos el servicio domiciliario de agua. Tiene forma poligonal, con ocho lados.

#### Silo de trigo

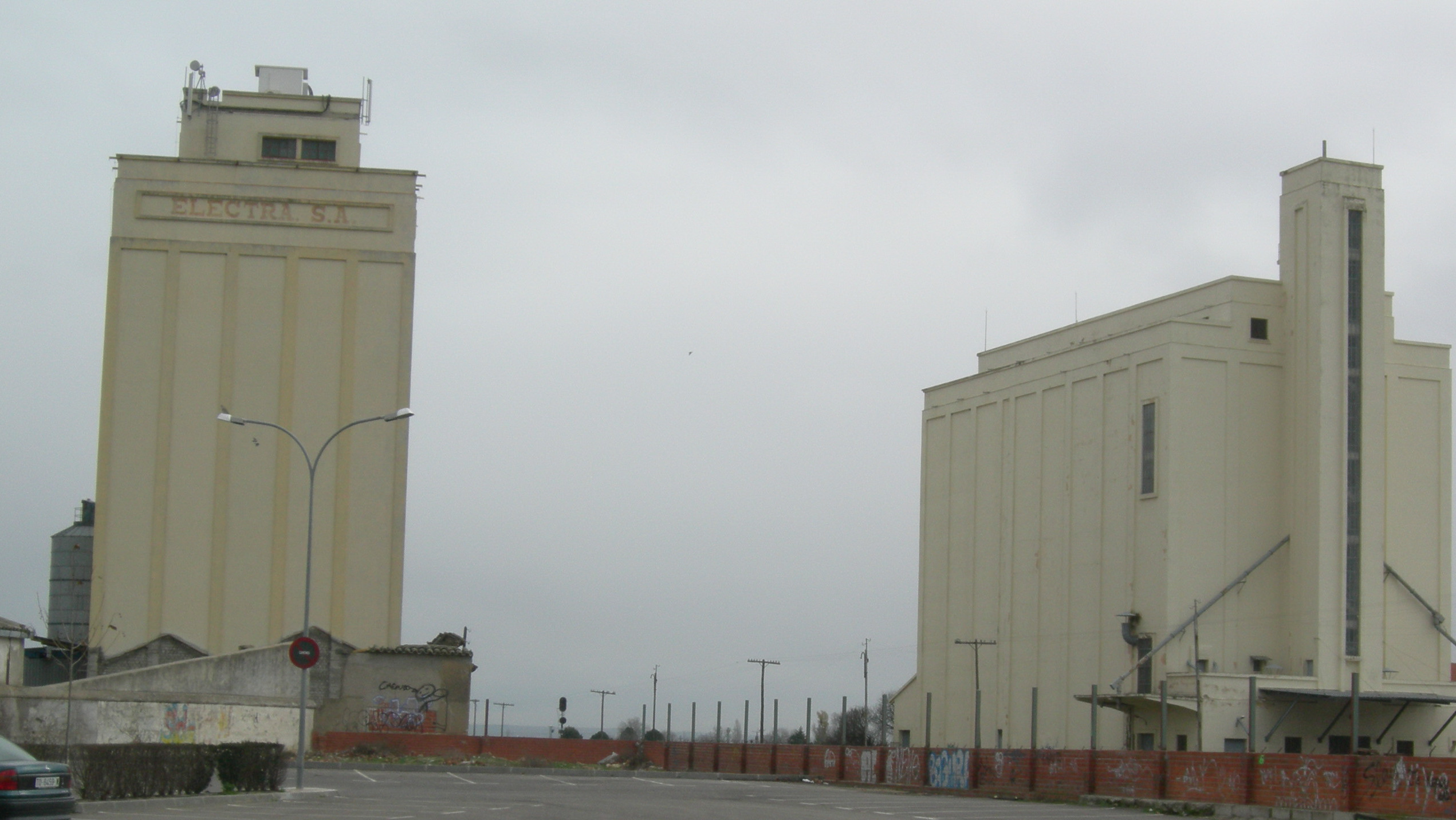
Silos de Torrijos

El silo es un edificio de características singulares, tanto por su ubicación como por su morfología arquitectónica. Se encuentra situado en un lugar estratégico de la población, y por su gran superficie es susceptible de albergar distintos usos, todos de gran significación. Se situó en un espacio próximo a la estación de ferrocarril al objeto de facilitar la carga y descarga del grano. Pero dejó de utilizarse a causa de las diferentes directrices procedentes de la Unión Europea. Se han propuesto diversos usos, entre los que cabe citar el hacerlo cabecera de ruta turística, que con un recorrido tematizado, en el que se relataría la historia de la agricultura castellano manchega, como sede de la oficina de turismo comarcal, como origen del Centro de Interpretación Comarcal, basado en los fondos de la exposición “la comarca esencial”, que de esta forma pasaría a ser permanente.

#### Plaza de España
Ha pasado esta plaza por diversas reformas, siendo su construcción primitiva de comienzos del siglo XVI, cuando se obligó a los municipios a construir una casa consistorial. Pero también a causa de que Gutierre de Cárdenas construyó su palacio, desaparecido a comienzos del siglo XX. Cuando se construyó se hizo con los lados sur y este con soportales, para poder celebrar los mercados. Por estas fechas se realizó la reestructuración rodeándola de unos poyetes que cerraban el perímetro de la plaza. A causa del deterioro de la misma, se tomó la determinación de realizar una reforma en los años ochenta, guardando su primitivo aspecto. En las diferentes reformas se ha obligado a los constructores a mantener las zonas porticadas. Las distintas denominaciones que ha tenido son: del Palacio, del Mercado, de la Constitución.

#### Plaza de la Constitución
Transformada en los años ochenta mediante un cerramiento con poyetes para que el público pudiera sentarse. En el centro se construyó un obelisco por el que caía el agua yendo a dar a una pileta en forma poligonal. Se la adornó con palmeras y plátanos, por lo que recibe popularmente el nombre de plaza de las Palmeras. Su atractiva presencia llama la atención a los visitantes, pues es paso para numerosas poblaciones.

### Fiestas
- 19 de mayo: Santísimo Cristo de la Sangre, alcalde honorario de Torrijos[8]

Las fiestas en honor del Santísimo Cristo de la Sangre se celebran durante 3 o 4 días en torno al día 19 de mayo, en el que se programan verbenas en la Plaza de España, conciertos en el Recinto Ferial Maesa, eventos culturales y las tradicionales ofrenda floral, misa mayor y procesión del día del Cristo.
- Últimos de marzo o principios de abril: Crónica del Rey Don Pedro I

Nuestra ciudad de Torrijos por unos días vuelve al medievo, recordando al Rey Don Pedro I, el Justiciero. Sus calles se llenan de música medieval, recreaciones históricas, desfiles medievales, puestos medievales, atracciones de aquella época, la típica cena medieval presidida por el Rey y doña María de Padilla, justas y torneos, el Correfoc un espectáculo pirotécnico por nuestras calles y plazas y por último, el espectáculo de las danzas de la muerte. 
- 1 de septiembre: San Gil Abad, patrón de Torrijos

El día principal de estas fiestas es el 1 de septiembre en el que se celebra la misa y procesión de nuestro patrón. Otro de los actos más importantes es el baile de elección de la Reina y Damas de las fiestas de la Sementera que se celebra la noche del 31 de agosto en la Plaza de Toros. Durante todo el mes y hasta que llegan las Fiestas de la Sementera se celebran todo tipo de eventos como las Jornadas de la Tapa, la Concentración Motera, Torneos deportivos, FERITORR la Feria del Comercio de Torrijos, Bailes a cargo de los grupos de coros y danzas de nuestro municipio, etc.
- Última semana de septiembre: Feria y Fiestas de la Sementera

Las fiestas de la Sementera se celebran de miércoles a domingo y tienen un carácter menos religioso que las anteriores. Algunos eventos característicos de estas fiestas son:
El martes se inauguran las fiestas con el encendido del alumbrado en la Plaza de las Palmeras y las Fiestas del barrio del Arrabal.
El miércoles tiene lugar el pregón, la coronación de Reina y Damas y la pólvora.
El jueves se reparte el pañuelo de la Sementera y tiene lugar el pregón Canalla desde el balcón del Antiguo Ayuntamiento.
El viernes se ha recuperado la antigua tradición de los gigantes y cabezudos, que bailan su jota al son de la dulzaina y del tamboril y tiene lugar la tradicional Paella de la Asociación de Mujeres La Fuentecilla.
El sábado es el día del Desfile de Moros y Cristianos de Aspe.
El domingo se celebra el tradicional desfile de Carrozas y Comparsas, la corrida de toros, el concierto fin de ferias de la banda del Stmo. Cristo de la Sangre y la traca fin de fiestas.
Uno de los actos más populares es el Baile de las Cañas en la Plaza de España y en la Plaza de las Palmeras que se celebra de jueves a domingo a mediodía.
Todas las noches tienen lugar Verbenas en la plaza de España y Conciertos en el Recinto Ferial Maesa.
También hay actividades para los más pequeños como teatros, juegos populares organizados por OJE o musicales.
Además, durante estos días se celebra el Teatro de Feria en el Auditorio del Palacio de Pedro I.

### Deporte
La ciudad cuenta con un equipo de fútbol,  C.D.Torrijos (Club Deportivo Torrijos) que milita en la tercera división española, grupo XVIII.
Fue fundado en 1954 y es el segundo club más antiguo de la provincia de Toledo, tras la desaparición del Talavera C.F y solamente por detrás del club de la capital, sus mayores éxitos han sido un subcampeonato de Tercera División en la temporada 1996/1997 y un cuarto puesto con la consiguiente liguilla de play off en la temporada 1994/1995.
En la temporada 96/97 jugó la liguilla de ascenso a 2ªB con el Motril, Burguillos y Algeciras quedando segundos, empatados a puntos con el Motril y por consecuente sin conseguir el ascenso a 2ªB por perder el golaverage con dicho equipo, aquella temporada dirigía el equipo José Ramón Corchado actual técnico del cuadro rojiblanco.
Su primera participación en Tercera División data de la temporada 1963/1964 jugando con equipos como Leganés, Toledo, Real Ávila, Gimnástica Segoviana, Rayo Vallecano, etc.
Existen otras dos formaciones de fútbol, pues está el juvenil y 
Actualmente lleva 19 temporadas militando en la cuarta categoría del fútbol español.
Además del fútbol, Torrijos cuenta con numerosas facetas deportivas, entre las que destaca la Asociación Atlética Torrijeña, que promociona esta actividad mediante asistencia a numerosas competiciones.
El tenis y el pádel son deportes practicados de manera general, así como front tenis, ping-pong. 
La natación cuenta con dos clubes habiendo obtenido resultados muy altos en competiciones nacionales.
El karate cuenta con dos clubes, siendo de destacar los triunfos en el campeonato de España infantiles.
Hay un club de ajedrez, un club de tiro con arco, un club de montañismo, otro de ciclismo y, algo curioso en Torrijos, un club de pesca..
Además, Torrijos cuenta con un equipo de baloncesto denominado C.B. Torrijos, sección que forma parte del C.D.Torrijos, el club más importante de la ciudad, el cual se fundó en 2008 después de varios años de la extinción de la Unión Deportiva Torrijeña. Actualmente el primer equipo milita en 1.ª Autonómica tras lograr el ascenso desde 2.ª Autonómica, uno de sus mayores éxito junto con la consecución de la Copa Autonómica disputada en su propia casa. El Club cuenta, además, con un equipo júnior.
En 2019, Torrijos fue Villa Europea del Deporte.

### Torrijos Cuenta
En 2022 se fundó el festival Torrijos Cuenta, dedicado al cuento literario. Lo dirigió Eloy Tizón.

## Poblaciones hermanadas
- Aspe (España).